# Генкок (округ, Мен)
Шаблон:StateAbbr_ 44°30′46″ пн. ш. 68°24′57″ зх. д. / 44.512741° пн. ш. 68.41571° зх. д.
Округ  Генкок (англ. Hancock County) — округ (графство) у штаті Мен, США. Ідентифікатор округу 23009.

## Історія
Округ утворений 1790 року.

## Демографія
За даними перепису 
2000 року 
загальне населення округу становило 51791 осіб, зокрема міського населення було 2535, а сільського — 49256.
Серед мешканців округу чоловіків було 25324, а жінок — 26467. В окрузі було 21864 домогосподарства, 14238 родин, які мешкали в 33945 будинках.
Середній розмір родини становив 2,81.
Віковий розподіл населення поданий у таблиці:
| Стать    | До 15 років | 15-21 | 22-29 | 30-39 | 40-49 | 50-65 | 65-85 | Понад 85 |
| -------- | ----------- | ----- | ----- | ----- | ----- | ----- | ----- | -------- |
| Чоловіки | 4873        | 2518  | 2059  | 3493  | 4181  | 4676  | 3243  | 281      |
| Жінки    | 4409        | 2197  | 1984  | 3739  | 4480  | 4897  | 3975  | 786      |

## Суміжні округи
- Пенобскот — північ
- Вашингтон — північний схід
- Волдо — захід

## Виноски
1. ↑  U.S. Decennial Census. United States Census Bureau. Архів оригіналу за 12 травня 2015. Процитовано 7 вересня 2014.
2. ↑  Historical Census Browser. University of Virginia Library. Архів оригіналу за 11 серпня 2012. Процитовано 7 вересня 2014.
3. ↑  Population of Counties by Decennial Census: 1900 to 1990. United States Census Bureau. Архів оригіналу за 23 січня 2015. Процитовано 7 вересня 2014.
4. ↑  Census 2000 PHC-T-4. Ranking Tables for Counties: 1990 and 2000 (PDF). United States Census Bureau. Архів оригіналу (PDF) за 18 грудня 2014. Процитовано 7 вересня 2014.
5. ↑  State & County QuickFacts. United States Census Bureau. Архів оригіналу за 6 червня 2011. Процитовано 19 серпня 2013.(англ.) Наведено за англійською вікіпедією.
6. ↑  QuickFacts. Hancock County, Maine. United States Census Bureau. Архів оригіналу за 26 липня 2019. Процитовано 26 липня 2019.
7. ↑  American FactFinder. Бюро перепису населення США. Архів оригіналу за 21 травня 2008. Процитовано 31 січня 2008.

| США | Це незавершена стаття з географії США. Ви можете допомогти проєкту, виправивши або дописавши її. |